# Estadio de Pori
El Estadio de Pori (en finés: Porin stadion) es un estadio multiusos ubicado en la ciudad de Pori, Finlandia, utilizado especialmente para el fútbol. El estadio fue inaugurado en 1931 y es el campo del club FC Jazz Pori, que disputa la Veikkausliiga, la máxima categoría del fútbol finlandés.
El estadio de Pori está situado en el Parque polideportivo de Isomäki, a unos dos kilómetros al sur de la ciudad. El estadio recibe el sobrenombre de Estadio del Viento Eterno debido a las condiciones de viento que son comunes en el estadio y sus alrededores. Junto a la entrada principal hay una estatua del lanzador de jabalina Matti Järvinen, medallista de oro en los Juegos Olímpicos de Los Ángeles 1932, obra del escultor finlandés Kalervo Kallio.

## Historia
El actual estadio se construyó entre 1963 y 1965. Es el tercer estadio principal de Pori que reemplaza al estadio Herralahti inaugurado en 1935. El campo de fútbol se construyó primero y el partido inaugural se jugó en mayo de 1963. El estadio se completó dos años más tarde cuando se terminaron las gradas y otras instalaciones. A lo largo de su historia, el Estadio Pori ha sido renovado tres veces. La última modernización entre 1999 y 2000 se realizó para implementar nuevas tribunas e Iluminación artificial.
La selección de fútbol de Finlandia ha jugado dos veces en el estadio de Pori. El 27 de mayo de 1984 Finlandia venció 2–1 a Irlanda del Norte por la clasificación para el Mundial de 1986 y tres años más tarde la selección olímpica finlandesa jugó contra Austria.
El estadio de Pori fue la sede de la final de la Copa de Finlandia de 1993. El Campeonato de Finlandia de Atletismo, Kalevan kisat-games, se disputó en el estadio de Pori en 1967, 1983 y 2005.
El récord de asistencia es de 11.193 espectadores en octubre de 1993, cuando el FC Jazz jugó el último partido de la temporada contra MyPa Myllykosken con el título nacional en juego.

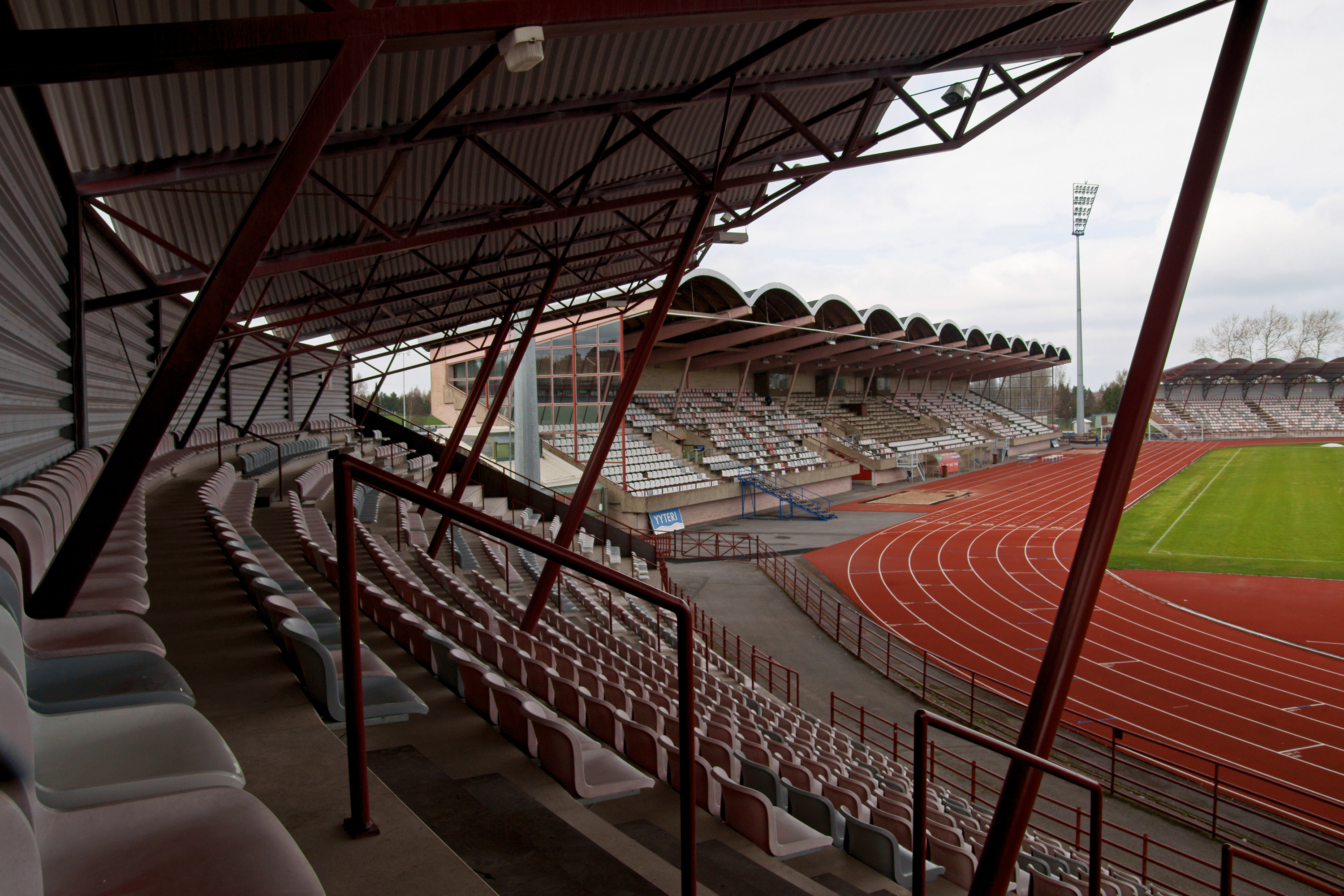
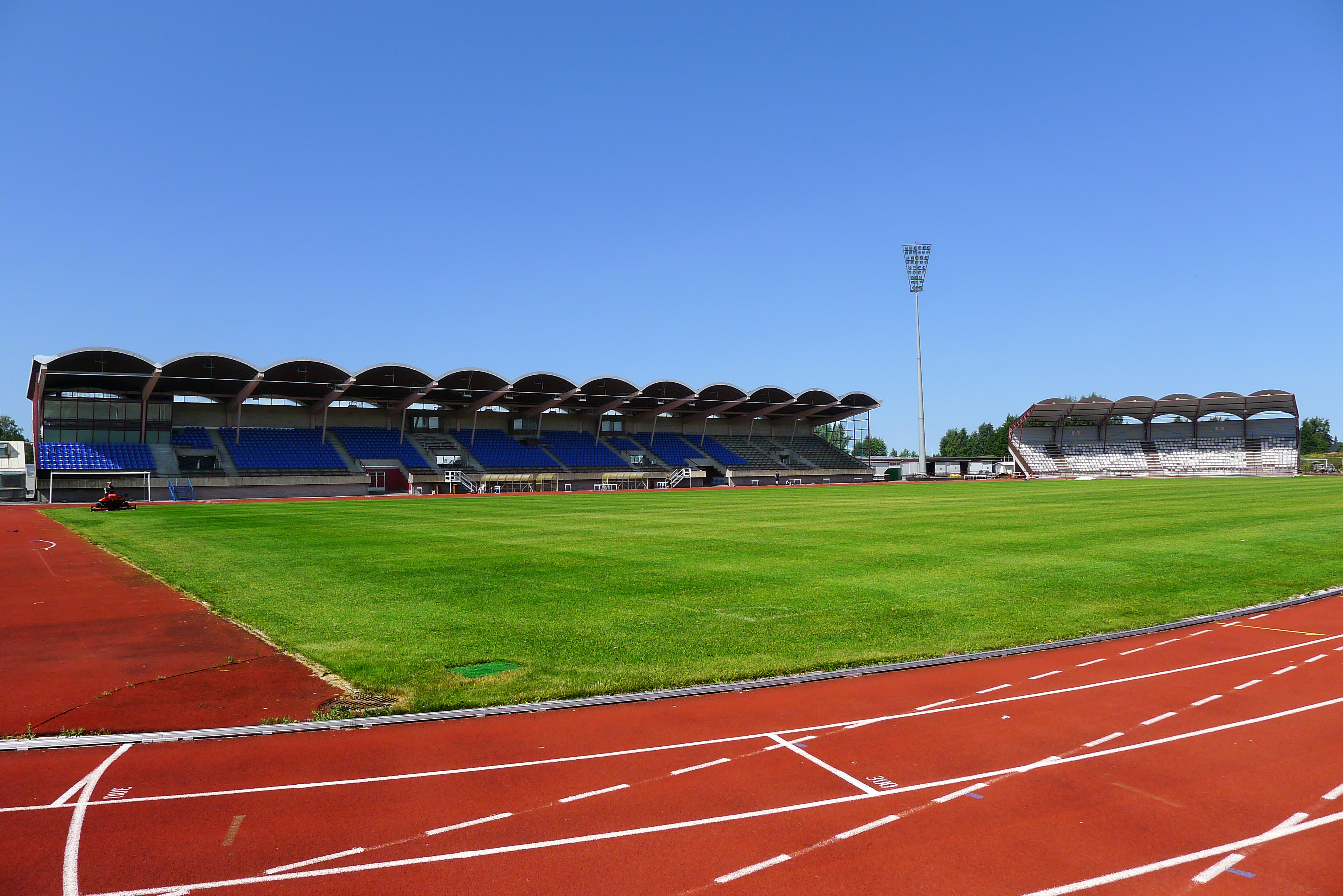